# Källarhändelser
Källarhändelser: Forum – nutidsplats för kultur är en antologi redigerad av Anna Bengtsson och utgiven i maj 2007 på förlaget Ersatz.
Boken är en hyllningsskrift till Forum, en scen i Stockholm för bland annat litteratur och musik som drevs av Katarina Frostenson och Jean-Claude Arnault.

## Medverkande
- Eva Adolfsson
- Fredrik Agell
- Jean-Claude Arnault
- Gunilla Bandolin
- Bianca Maria Barmen
- Erik Beckman
- Tobias Berggren
- Magnus Bergh
- Ragna Berlin
- Ola Billgren
- Anders Bodegård
- Johan Celsing
- Inger Christensen
- Peter Cornell
- Sara Danius
- Love Derwinger
- Leif Elggren
- Horace Engdahl
- Ulf Eriksson
- Aris Fioretos
- Magnus Florin
- Tua Forsström
- Carin Franzén
- Katarina Frostenson
- Jörgen Gassilewski
- Felix Gmelin
- Thomas Götselius
- Peter Hagdahl
- Peter Handberg
- Paal-Helge Haugen
- Katrine Helmersson
- Paula Henrikson
- Birgitta Holm
- Jan Håfström
- Bengt Jangfeldt
- Ann Jäderlund
- Annica Karlsson Rixon
- Stig Larsson
- Thomas Liljenberg
- Ulf Linde
- Claudia Lindén
- Lars Olof Loeld
- Roland Lysell
- Harald Lyth
- Carl-Johan Malmberg
- Iréne Matthis
- Elena Namli
- Anders Olsson
- Ulf Olsson
- Dag Prawitz
- Roland Pöntinen
- Johan Redin
- Håkan Rehnberg
- Anna-Lena Renqvist
- Sharon Rider
- Hans Ruin
- Eva Runefelt
- Elisabeth Rynell
- Marcia Sá Cavalcante Schuback
- Johan Scott
- Cecilia Sjöholm
- Gunilla Sköld Feiler
- Göran Sonnevi
- Fredrika Spindler
- Jakob Staberg
- Jan Stolpe
- Jesper Svenbro
- Jan Svenungsson
- Jayne Svenungsson
- Pehr Sällström
- Pia Tafdrup
- Erla Thórarinsdóttir
- Björner Torsson
- Sophie Tottie
- Birgitta Trotzig
- Jenny Tunedal
- Mona Vincent
- Sven-Olov Wallenstein
- Erik Wallrup
- Ebba Witt-Brattström
- Per Wästberg
- Adam Zagajewski
- Margaretha Åsberg

## Kritikermottagande
Magnus Bremmer i Svenska Dagbladet skrev att antologin erinrar om "Tidskriften Kris i scenisk form eller en Börssalens monstertvilling" på grund av "den stora del av textuppbådet som signeras Trotzig, Engdahl, Frostenson, Olsson, Fioretos och Florin, och illustreras av Rehnberg och Håfström". I ännu högre grad såg han den som "de vaga konturerna av en generation" som består av "en skribentskara med lokus i vecket mellan det klassiska bildningsarvet och poststrukturalismens filosofi och estetik".
Mikael Van Reis i Göteborgs-Posten skrev att det är "en ytterligt generös bok, ofta nog en läsfest" med texter som håller "hög halt" samtidigt som de är "öppna för en intresserad publik" och att boken sammantaget är svår att sammanfatta men väcker "lustattacker" och låter läsaren "introduceras och initieras på samma gång".
Helena Boberg i Expressen reflekterade personligt: "Jag och de många andra ”flickor” som genom åren har engagerat medverkande, författat bidragsansökningar, kånkat möbler, informerat press och publik, kläckt idéer och hållit en egensinnig chef stången, vi nämns överhuvudtaget inte i tegelstenen. Vi har verkat i det tysta. Ätit av det goda med öron och ögon, och bitit i det sura." Boberg skrev att "post-Forum-flickorna" brukar lyckas bra: "Se poeterna Ida Börjel och Sofia Stenström, sångerskan Edith Söderström eller Gilda Romero och Jenny Stjernströmer som driver PR-byrå."